# Lučiště (Spálené Poříčí)
Lučiště (německy Lutschischt) je vesnice, část města Spálené Poříčí v okrese Plzeň-jih v Plzeňském kraji. Nachází se asi čtyři kilometry severovýchodně od Spáleného Poříčí. Lučiště je také název katastrálního území o rozloze 4,9 km².

## Historie
První písemná zmínka o vesnici pochází z roku 1379.

## Obyvatelstvo
| Rok            | 1869 | 1880 | 1890 | 1900 | 1910 | 1921 | 1930 | 1950 | 1961 | 1970 | 1980 | 1991 | 2001 | 2011 | 2021 |
| -------------- | ---- | ---- | ---- | ---- | ---- | ---- | ---- | ---- | ---- | ---- | ---- | ---- | ---- | ---- | ---- |
| Počet obyvatel | 376  | 383  | 376  | 344  | 344  | 374  | 358  | 248  | 221  | 179  | 141  | 133  | 112  | 123  | 118  |
| Počet domů     | 51   | 55   | 61   | 62   | 60   | 64   | 66   | 64   | 64   | 57   | 54   | 51   | 60   | 61   | 61   |

## Obecní správa
Při sčítání lidu v letech 1850–1960 Lučiště bylo samostatnou obcí, se kterým patřilo nejprve do okresu Plzeň, ale v roce 1950 v okrese Blovice. V letech 1961–1985 bylo částí obce Těnovice v okrese Plzeň-jih. Od 1. ledna 1986 je částí města Spálené Poříčí v okrese Plzeň-jih.

## Pamětihodnosti
- Zvonice a kříž